# Frihetsrörelsen
Frihetsrörelsen (georgiska: თავისუფლება, Tavisupleba - "frihet") är ett politiskt parti i Georgien. Vid presidentvalet år 2004, efter Rosenrevolutionen, fick partiet 4,2% av folkets röster. Partiet leds av Konstantine Gamsachurdia, Georgiens första president Zviad Gamsachurdias son. Han befann sig mellan år 1992 och år 2006 i politisk exil i Schweiz. I valet år 2008 stödde partiet oppositionsledaren Levan Gatjetjiladzes kandidatur. 